# Talissieu
Talissieu est une commune française, située dans le département de l'Ain en région Auvergne-Rhône-Alpes.
Ses habitants sont les Tarcholands.

## Géographie
La commune est située à 5 km à l'ouest de Culoz et à 15 km au nord de Belley, dans la partie sud-est de l'Ain, le Bas-Bugey ; elle s'étend entre le marais de Lavours et les reliefs du Valromey : entre la rivière du Séran et les contreforts sud-ouest de la montagne du Grand Colombier.

### Hameaux
Outre le bourg, Talissieu comprend les hameaux d'Ameyzieu et de Marlieu.

### Hydrographie
Le Séran, le Laval, le Grand Vouard, le Petit Vouard et le Ruisseau de l'Eau Morte sont les principaux cours d'eau parcourant la commune.

### Géologie
Dans la partie basse, la commune se situe sur des dépôts morainiques et glacio-lacustres liés à la présence du glacier du Rhône au Würm. La moraine de Marlieu marque un stationnement du front glaciaire avant le val du Bourget où le glacier s'est ensuite retiré. Les reliefs en bas de pente du Grand Colombier sont composées de barres calco-marneuses du Valanginien et du Hauterivien sous des colluvions plus récentes. La limite avec Ceyzérieu est formée par une petite falaise de calcaires barrémo-aptiens à faciès urgonien.
De nombreuses résurgences sont observables au pied du versant et les eaux peuvent aussi s'infiltrer plus profondément et arriver jusqu'au marais où elles remontent sous pression à travers les alluvions.

### Climat
Pour des articles plus généraux, voir Climat d'Auvergne-Rhône-Alpes et Climat de l'Ain.
En 2010, le climat de la commune est de type climat des marges montargnardes, selon une étude du CNRS s'appuyant sur une série de données couvrant la période 1971-2000. En 2020, Météo-France publie une typologie des climats de la France métropolitaine dans laquelle la commune est exposée à un climat de montagne ou de marges de montagne et est dans la région climatique Alpes du nord, caractérisée par une pluviométrie annuelle de 1 200 à 1 500 mm, irrégulièrement répartie en été.
Pour la période 1971-2000, la température annuelle moyenne est de 11,2 °C, avec une amplitude thermique annuelle de 18,8 °C. Le cumul annuel moyen de précipitations est de 1 444 mm, avec 11,7 jours de précipitations en janvier et 7,4 jours en juillet. Pour la période 1991-2020, la température moyenne annuelle observée sur la station météorologique de Météo-France la plus proche, « Sutrieu », sur la commune de Valromey-sur-Séran à 5 km à vol d'oiseau, est de 9,3 °C et le cumul annuel moyen de précipitations est de 1 413,2 mm,. Pour l'avenir, les paramètres climatiques de la commune estimés pour 2050 selon différents scénarios d'émission de gaz à effet de serre sont consultables sur un site dédié publié par Météo-France en novembre 2022.

## Urbanisme

### Typologie
Au 1er janvier 2024, Talissieu est catégorisée commune rurale à habitat dispersé, selon la nouvelle grille communale de densité à 7 niveaux définie par l'Insee en 2022.
Elle est située hors unité urbaine. Par ailleurs la commune fait partie de l'aire d'attraction de Culoz-Béon, dont elle est une commune de la couronne,. Cette aire, qui regroupe 3 communes, est catégorisée dans les aires de moins de 50 000 habitants,.

### Occupation des sols
L'occupation des sols de la commune, telle qu'elle ressort de la base de données européenne d’occupation biophysique des sols Corine Land Cover (CLC), est marquée par l'importance des forêts et milieux semi-naturels (58,8 % en 2018), en diminution par rapport à 1990 (63,6 %). La répartition détaillée en 2018 est la suivante : 
forêts (58,8 %), terres arables (21,9 %), zones urbanisées (12,6 %), prairies (4,8 %), zones agricoles hétérogènes (2 %).

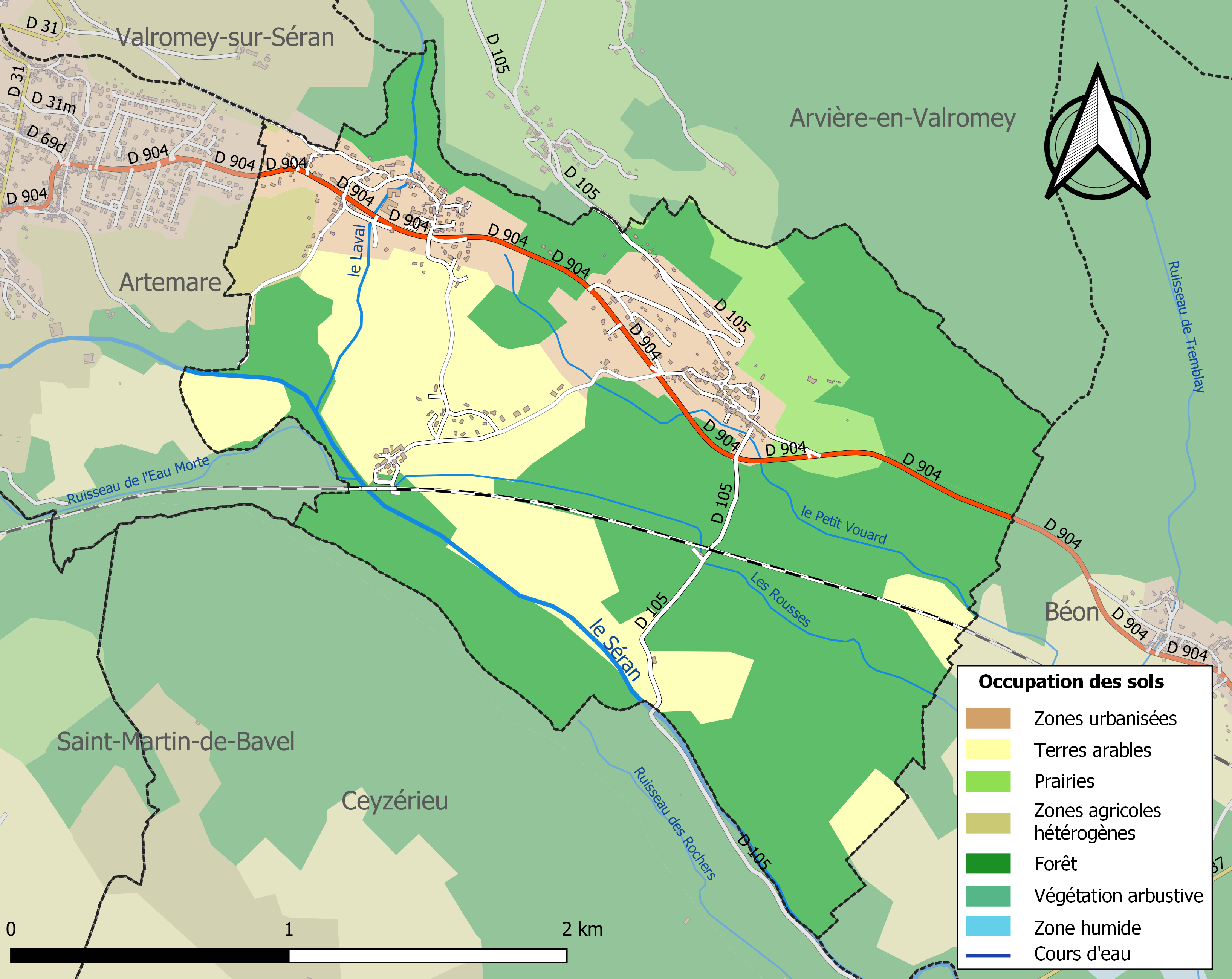
Carte des infrastructures et de l'occupation des sols de la commune en 2018 (CLC).

## Histoire
Le village est compris dans le territoire des Séquanes lors de la conquête de la Gaule par César,. La colonisation romaine y est attestée. Le nom de la commune proviendrait d'un certain Talussius, possesseur du domaine; de même Ameyzieu proviendrait de Amatiacus, nom d'un autre propriétaire terrien à l'époque.
Le village fait partie du diocèse de Genève vers le IVe siècle. Le patron de la commune est saint Christophe. Vers l'an 1100, Alard de Luyrieu donne la terre de Talissieu aux religieux du monastère clunisien de Nantua, qui y fondent un prieuré. En 1144, le pape Lucius II confirme dans une bulle le rattachement de ce prieuré à celui de Nantua. C'est le prieur de Nantua qui nomme le prieur de Talissieu. Ce dernier choisit lui-même ses assistants parmi les moines, et il nomme les prêtres desservant les églises dépendant du prieuré (Talissieu, Ameyzieu, Chavornay, Virieu-le-Petit, Romagnieu et Passin). Un acte de 1355 précise les droits et devoirs du prieur, de ses subordonnés (sacristain, « moine socius », curés, etc.), des paroissiens et des seigneurs. Ces devoirs sont rappelés lors de la visite de François de Sales, le 14 novembre 1605. En 1614, l'hôpital du prieuré est fortement délabré. C'est dans ce bâtiment que l'aumônier accueille les pauvres et les visiteurs de passage. L'histoire du prieuré s'achève avec la mise à disposition de la Nation des biens du clergé en 1789. L'année suivante, Anthelme Cerdon, curé de Talissieu, prête serment dans le cadre de la Constitution civile du clergé, avant de renoncer à la prêtrise et de se marier en 1794. Un nouveau curé est nommé en 1797.
En 1180, est fait mention de l'existence du hameau de Marlieu et à la fin du XIIe siècle, est fait mention du hameau de Moulins. La réunion des paroisses de Talissieu et d'Ameyzieu date du XIVe siècle. En 1609, est réalisée, l'acquisition des ruines de Château-Froid par le prieur de Pierre-Châtel, Claude de la Pierre, qui rebâtit le château,. Le 25 mars 1863, la commune d'Ameyzieu disparaît. Elle est partagée entre Talissieu et la commune de Yon qui récupèrent respectivement le bourg du village et le hameau d'Artemare. Yon devient alors Yon-Artemare puis Artemare en 1886.

## Politique et administration

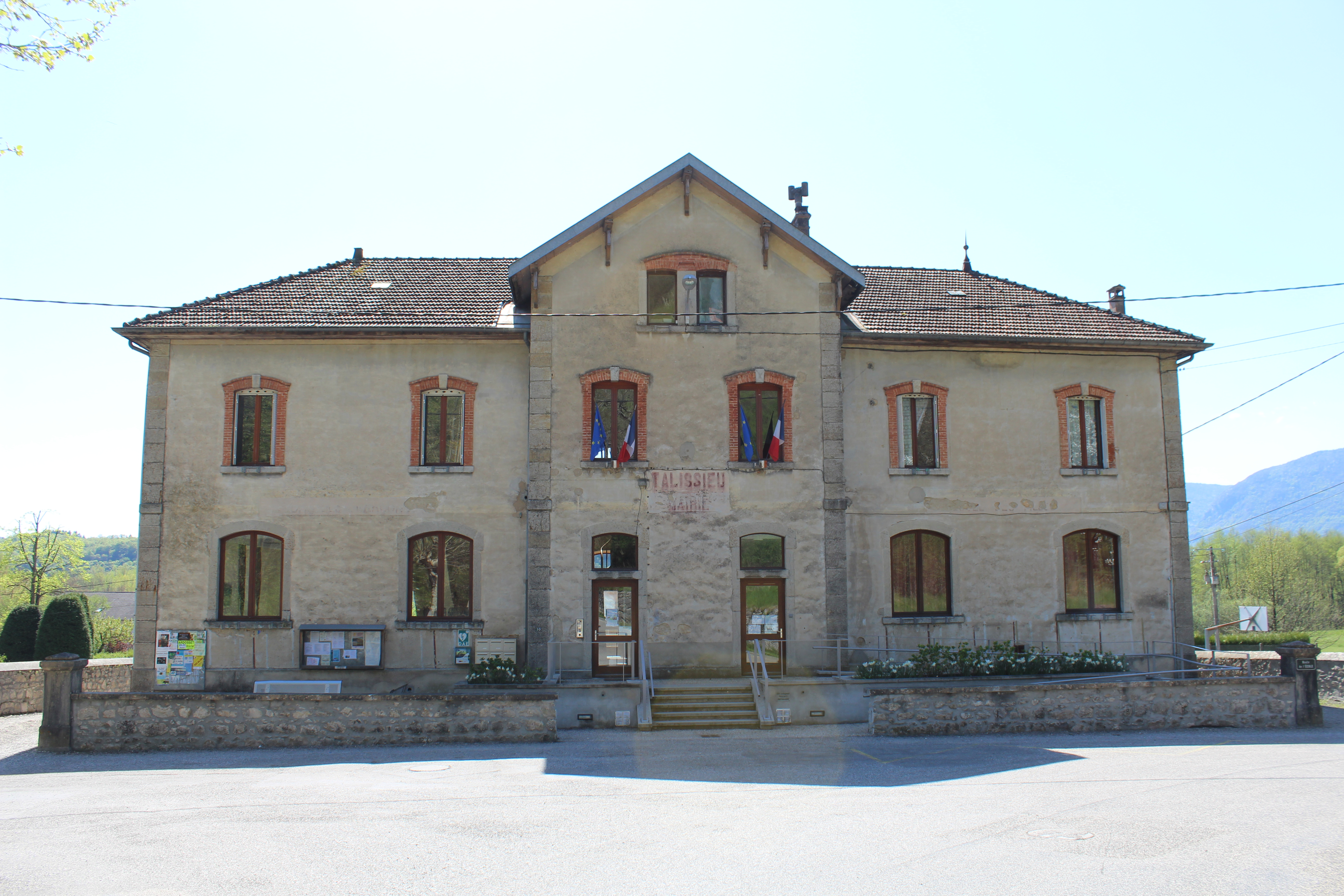
Mairie.

### Administration municipale
| Période      | Période  | Identité                | Étiquette | Qualité                                   |
| ------------ | -------- | ----------------------- | --------- | ----------------------------------------- |
| 1995         | 2008     | Charles Verard          |           | Réélu en 2001                             |
| 2008         | 2014     | Colette Michel          |           |                                           |
| 2014         | 2015     | José Fernandez-Gonzalez |           |                                           |
| janvier 2015 | mai 2020 | Jean-Francois Ducruet   |           |                                           |
| mai 2020     | En cours | Sabrina Deguisne        |           | Ouvrière non qualifiée de type industriel |

### Intercommunalité
La commune fait partie du syndicat mixte du bassin versant du Séran.

## Population et société

### Démographie
L'évolution du nombre d'habitants est connue à travers les recensements de la population effectués dans la commune depuis 1793. Pour les communes de moins de 10 000 habitants, une enquête de recensement portant sur toute la population est réalisée tous les cinq ans, les populations de référence des années intermédiaires étant quant à elles estimées par interpolation ou extrapolation. Pour la commune, le premier recensement exhaustif entrant dans le cadre du nouveau dispositif a été réalisé en 2005.
En 2022, la commune comptait 514 habitants, en évolution de +14,73 % par rapport à 2016 (Ain : +5,15 %, France hors Mayotte : +2,11 %).
| 1793 | 1800 | 1806 | 1821 | 1831 | 1836 | 1841 | 1846 | 1851 |
| ---- | ---- | ---- | ---- | ---- | ---- | ---- | ---- | ---- |
| 287  | 275  | 304  | 296  | 349  | 339  | 334  | 338  | 343  |

| 1856 | 1861 | 1866 | 1872 | 1876 | 1881 | 1886 | 1891 | 1896 |
| ---- | ---- | ---- | ---- | ---- | ---- | ---- | ---- | ---- |
| 291  | 339  | 550  | 548  | 533  | 500  | 503  | 442  | 487  |

| 1901 | 1906 | 1911 | 1921 | 1926 | 1931 | 1936 | 1946 | 1954 |
| ---- | ---- | ---- | ---- | ---- | ---- | ---- | ---- | ---- |
| 427  | 428  | 405  | 438  | 364  | 401  | 381  | 346  | 358  |

| 1962 | 1968 | 1975 | 1982 | 1990 | 1999 | 2005 | 2006 | 2010 |
| ---- | ---- | ---- | ---- | ---- | ---- | ---- | ---- | ---- |
| 351  | 343  | 317  | 317  | 401  | 402  | 446  | 453  | 425  |

| 2015 | 2020 | 2022 | - | - | - | - | - | - |
| ---- | ---- | ---- | - | - | - | - | - | - |
| 443  | 524  | 514  | - | - | - | - | - | - |

## Vie locale

### Sports
La 7e étape du Tour de France 2007 est passée à Talissieu et la 6° étape du critérium du Dauphiné 2017 y passe le 9 septembre 2017.

## Économie
La commune ne compte que peu d'activités commerciales ou industrielles : un peu d'agriculture et quelques services (artisans, maison de retraite).
La commune est actuellement comprise dans le vignoble du Bugey et fait partie des zones d'appellation d'origine contrôlée des vins bugey et roussette du Bugey. Elle est aussi comprise dans l'AOC du fromage comté.
La crise du phylloxéra au XIXe siècle a durement frappé les vignobles à cette époque. La vigne est encore un peu présente.
Au début du XXe siècle (avec 428 hab.) l'économie est décrite ainsi[source insuffisante] :

« La récolte moyenne annuelle est d’à peu près 700 x de blé, 150 x d’avoine, 100 x de maïs, un peu de haricots, colza, choux fourragers, 1500 x de p. de terre, 1000 x de betteraves f., 700 x de fourrages art., 7000 x de foin, 1500 hectol. de vin, 15 x de feuilles de mûrier. On trouve un assez grand nombre d’arbres fruitiers, noyers, pêchers, pommiers, poiriers. L’effectif moyen des animaux est d’env. 33 chevaux, 6 ânes, 2 taureaux, 2 bœufs, 200 vaches, 40 élèves bovins, 1 bélier, 10 brebis, 5 agneaux, 50 porcs, 15 chèvres. La com. est surtout agricole, elle fait peu de commerce, 1 boulanger, 4 auberges, 2 épiciers. Il y a deux foires chaque année les 26 juillet et 29 octobre. Comme industrie on trouve un moulin à blé, une scierie de bois et une fromagerie. »

## Culture et patrimoine

### Lieux et monuments

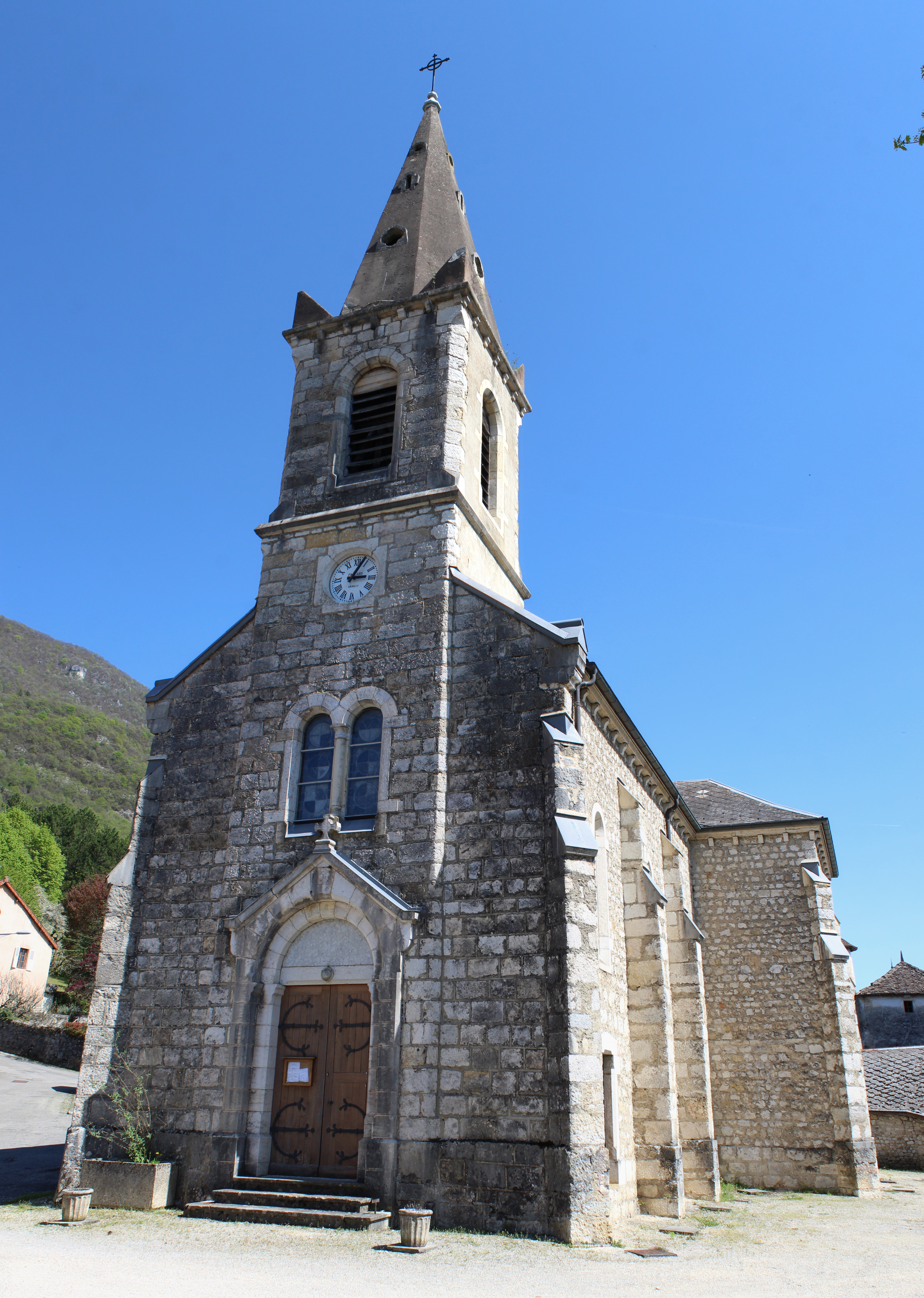
Église Saint-Christophe.

- Église Saint-Christophe. L'église actuelle a été construite en 1884, à l'emplacement même de l'ancienne église du prieuré[18].
- Chapelle Saint-Blaise d'Ameyzieu.

### Patrimoine naturel
La partie basse de la commune est composée de formations végétales hygrophiles liées au marais : la forêt est une aulnaie glutineuse (Alnetum glutinosæ) ; les milieux ouverts se rattachent aux phragmitaies et cariçaies sur argiles et limons (à Carex elata et C. acutiformis) désormais utilisées essentiellement par les grandes cultures. Sur les contreforts du Grand Colombier, les formations sont xérophiles : on trouve des prairies sèches (Mesobrometum, Xerobrometum) en train de se refermer à la suite de la déprise agricole, puis au-dessus la chênaie pubescente à buis (Buxo-Quercetum). Au-dessus, plus mésophile, se trouve la chênaie à charme (Querco-Carpinetum s. l.).
Parmi les espèces de faune notables, on peut citer le castor d'Europe.

### Personnalités liées à la commune
- Louis Bert, musicien de renommée régionale, est né à Talissieu en juin 1920[38].

- Joseph de Maistre a séjourné plusieurs fois dans sa propriété de Talissieu, jusqu'en 1793, avant qu'elle ne lui soit confisquée par le gouvernement révolutionnaire[39]. Dans une lettre du 22 mars 1786, de Maistre écrit au ministère des Affaires étrangères de Savoie à Turin pour demander le maintien de l'exemption d'impôt de la taille dont bénéficie son domaine Talissieu, montrant ainsi l'intérêt économique de cette terre pour sa famille[40].
- René-Alexandre Dupanloup, évêque de Belley-Ars de 1975 à 1987, est mort à Talissieu en 1994.
- Charles Fourier a résidé à Talissieu puis à Belley entre 1816 et 1821, chez ses nièces puis chez sa sœur. C'est dans ce village qu'il a notamment commencé la rédaction de ce qui est aujourd'hui considéré comme l'une de ses œuvres majeures : Le Nouveau Monde amoureux[41]. Une plaque apposée par l'Association d’études fouriéristes sur la maison rappelle la présence dans la commune du grand penseur de l'attraction passionnée[42],[43].

### Talissieu dans la littérature
- Brillat-Savarin cite Talissieu dans sa Physiologie du goût à propos du curé et d'« une magnifique anguille prise dans les eaux limpides de Serans »[44].

- Maurice Renard situe son roman fantastique Le Péril bleu à Talissieu et dans ses environs[45].